# سارة ووكر (كاتبة)
سارة ووكر (بالإنجليزية: Sarah Walker)‏ هي مؤلفة وكاتبة سيناريو أسترالية، ولدت في 1965.

## وصلات خارجية
- سارة ووكر على موقع IMDb (الإنجليزية)